# Лупуени (Арђеш)
Лупуени (рум. Lupueni) насеље је у Румунији у округу Арђеш у општини Бабана. Oпштина се налази на надморској висини од 438 m.

## Становништво
Према подацима из 2002. године у насељу је живело 164 становника, од којих су сви румунске националности.